# Système d'amarrage SSVP
Sistema Stykovki i Vnutrennego Perekhoda, SSVP (en russe : Система стыковки и внутреннего перехода, Système d'amarrage et de transfert interne) est une norme d'amarrage de type sonde-cône utilisée par les vaisseaux spatiaux soviétiques et russes parfois appelée RDS pour Russian Docking System. Il a été utilisé sur toutes les variantes de Soyouz autres que le Soyouz 7K-L3 et les premiers vols du Soyouz 7K-OK, ainsi que sur Progress, TKS, ATV et sur toutes les stations spatiales soviétiques et russes.

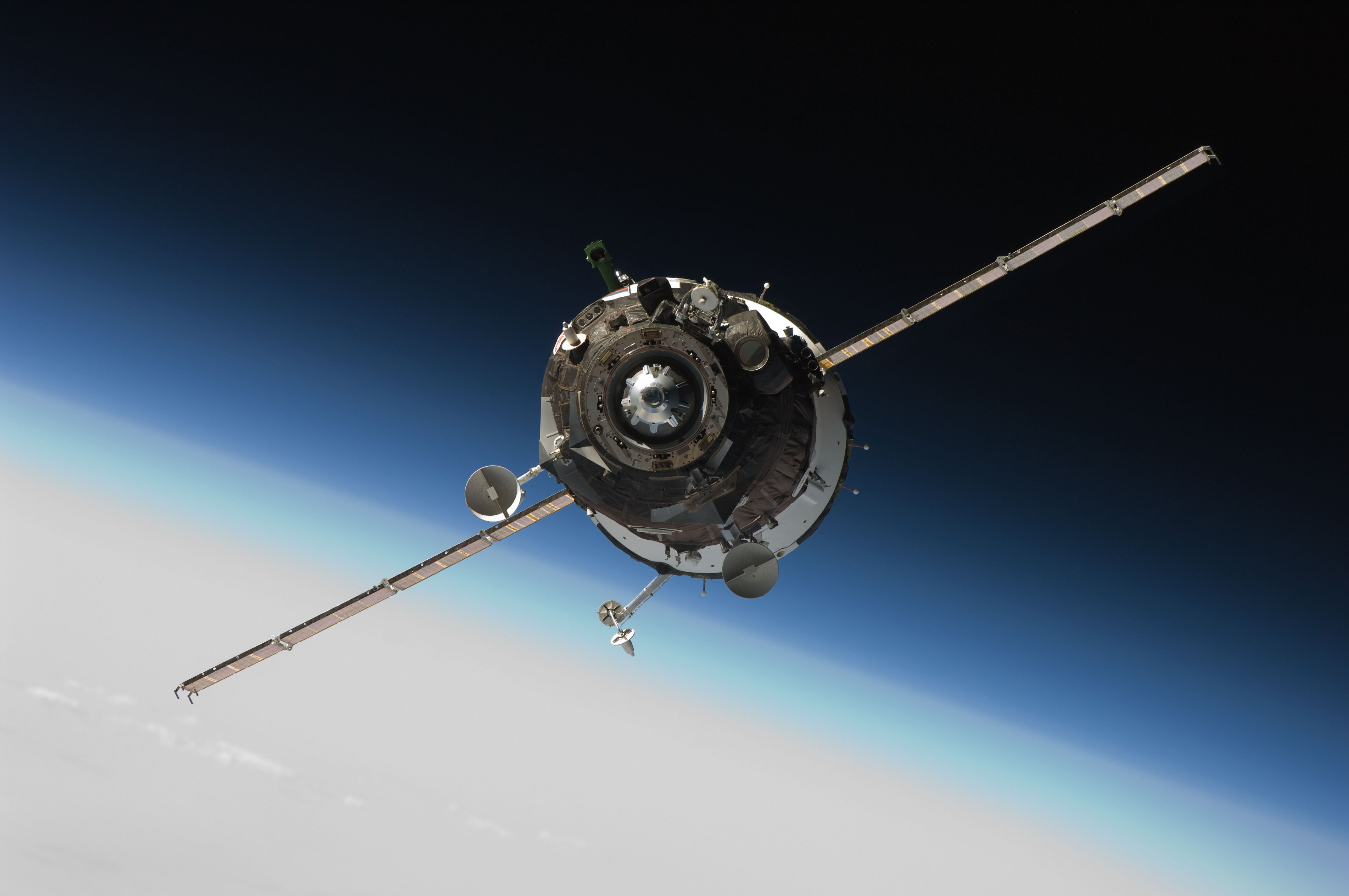
Le système de sonde qui permet l’amarrage

## Histoire
Le SSVP a été initialement conçu en 1967 par le bureau d'études TsKBEM pour être utilisé sur la station spatiale militaire OIS alors planifiée. Bien que l'OIS n'ait jamais volé, en 1970, le design a été sélectionné pour être utilisé sur les stations spatiales Saliout et Almaz. Lors de sa première tentative d'utilisation sur la mission Soyouz 10, l'amarrage a échoué en raison d'une trappe défectueuse et d'une défaillance du système d'amarrage automatique. Cela a conduit à un certain nombre de modifications pour réduire les dommages causés par les charges accidentelles.
Dans les années 1980, le SSVP a été mis à niveau pour prendre en charge l'amarrage de grands modules, tels que ceux qui seraient utilisés pour construire Mir. Ils ont été utilisés pour fixer tous les modules pressurisés de Mir et pour la plupart des amarrages de vaisseaux spatiaux (à l'exception des vols de la navette spatiale et Soyouz TM-16, qui ont utilisé les mécanismes d'amarrage APAS-89 situés sur Kristall et le module d'amarrage Mir).
La version moderne de SSVP est SSVP-G4000. Le segment russe de la Station spatiale internationale comprend quatre ports SSVP-G4000 passifs disponibles, situés sur Zvezda, Rassvet, Poisk et Pirs. Un port supplémentaire, sur Zarya, a été utilisé pour amarrer Rassvet. En plus du vaisseau spatial russe, le SSVP a également été utilisé sur le véhicule automatique de transfert européen, qui s'est amarré au port arrière de Zvezda. Ces ports ont été fournis par la Russie en échange du système de gestion des données, fourni par l'ESA pour une utilisation sur Zvezd ,.
Une version améliorée, conçue pour être réutilisable et pour fournir un tunnel plus large, est prévue pour une utilisation sur le vaisseau spatial Oriol de prochaine génération.

## Conception
SSVP se compose de deux composants, une sonde active et une passive. La sonde active pénètre dans la passive, et sa pointe est saisie par des verrous à capture douce qui sont ensuite rétractés à l'aide de moteurs électriques pour fournir un alignement étroit. Huit verrous à capture matérielle fixent ensuite fermement les deux vaisseaux spatiaux. Après un amarrage dur, la pression entre les vaisseaux spatiaux est égalisée à l'aide du système de contrôle des fuites d'interface,.
Le port contient un tunnel de transfert, d'un diamètre interne de 800 mm. L'anneau entourant ce tunnel comprend également un certain nombre de connecteurs, permettant le transfert d'énergie, de données et de carburant entre deux véhicules amarrés.

## Version hybride
Une version « hybride », combinant la conception de SSVP et APAS-95, est également disponible, utilisée pour l'amarrage permanent des modules de stations spatiales. Cette version utilise la conception sonde-cône du SSVP standard, mais avec un collier d'amarrage rigide APAS-95. Le collier APAS-95 possède douze loquets au lieu des huit du SSVP standard. Cette variante est connue sous le nom de SSVP-M8000.
Ces ports hybrides SSVP sont utilisés pour connecter en permanence Pirs, Poisk et Zarya à Zvezda.